# لوكا (أغنية شاكيرا)
لوكا "Crazy" بالإنجليزية وهي أغنية للمغنية الكولومبية اللبنانية الأصل شاكيرا من البومها الغنائي السابع شروق الشمس الذي تم اصداره عام 2010 وقد صدرت الأغنية كأول أغنية منفردة للالبوم في عام 2010 وقد لاقت نجاح كبير في عديد من بلدان العالم.الأغنية من تأليف شاكيرا وبيرز وادوارد بيللو وديلان ميلس وقد تم إصدار النسخة الأسبانية منها في الرابع من أكتوبر عام 2010 وقد اختارت شاكيرا ديزي راسكل ليشاركها الغناء في النسخة الإنجليزية من الأغنية ووقع اختيارها على الكاتا للنسخة الإسبانية والذي شاركها لاحقا في النسخة الإسبانية من أغنية رابيوسا.
تعددت مواعيد إصدار الأغنية في المملكة المتحدة بشكل رسمي ولكن تم إلغاء بعضها لظروف إنتاجية ولم تصدر كفئة رسمية من أغاني التصنيف حتى الآن كما كان الحال لإصدارها بأستراليا.
و قد باعت الأغنية حتى الآن ما يزيد عن 3 ملايين نسخة حول العالم ويذكر أنها حققت نجاح كبير في فرنسا وأسبانيا وكولومبيا والعديد من دول أمريكا اللاتينية.

## الكلمات واللحن
للأغنية نمط لحن مميز وبه ألحان سهلة الاستقبال على الآذان. وفي مقابلة لشاكيرا في إحدى برامج قناة MTV قالت ان الكلمات مرددة بطريقة سريعة ثم تستهل النمط البظئ للحن حتى تضفي عليها حيوية ايقاعية.

## الفيديو
تم الفيديو بطرية الكاميرا المحمولة التي تركز على الوجه والشوارع بطريقة جذابة وكان من أوائل الفيديوهات التي يتم تصويرها بتلك الطريقة وكان ديزي راسكل بمثابة حامل الكاميرا ومصور شاكيرا أثناء رقصها على الشاطئ وتنقلها في الشوارع.

و يبدأ الفيديو بشاكيرا تتجول في الشوارع بمدينة برشلونة وحولها المعجبون ثم ترقص على الشاطئ ويشاركها ديزي راسكل الرقص ثم تكمل جولتها في شوارع مدينة برشلونة وتلتقي ببعض معجبينها وتبدل ملابسها بطريقة سريعة وتتبع سائة دراجة بخارية وتقلها خلفه وترقص مع بعض السياح في نافورة مياه ثم تنزل البحر وتدعو المعجبين لينزلوا معها.

و قد بلغ شاكيرا مخالفات لتصويرها هذا الفيديو واضطرت لدفع غرامة مالية لركوبها دراجة بخارية بدون أن تلبس خوذة وتجولها في الشوارع أدى لتججمهر المعجبين حولها مما أدى لفوضى مرورية استمرت قرابة 3 ساعات أو ما يزيد ورقصها في نافورة مع السياح أدى إلى تعطل مروري أكبر.

الفيديو لاقى نجح كبير وتم إصدار نسخة أسبانية منه على شاشات التلفاز وتمت مشاهدة النسخة الأسبانية من الفيديو أكثر من 55 مليون مرة على اليوتيوب والنسخة الإنجليزية تبعا لموقع الفيفو تمت مشاهدتها أكثر من 30مليون مرة وتمت مشاهدة الأغنية بشكل عام على جميع قنوات اليوتيوب من فيفو وشاكيرا وغيرها أكثر من 130 مليون مشاهدة. لذى يعتبر الفيديو علامة مميزة لأهم الفيديوهات التي تم مشاهدتها على موقع اليوتيوب.